# Linda Efler
Linda Efler (Emsdetten, 23 de enero de 1995) es una deportista alemana que compite en bádminton.
En los Juegos Europeos de Cracovia 2023 consiguió una medalla de bronce en la prueba de dobles.  Ganó una medalla de plata en el Campeonato Europeo de Bádminton de 2022, en la misma prueba.

## Palmarés internacional
| Juegos Europeos    | Juegos Europeos  | Juegos Europeos   | Juegos Europeos |
| Año                | Lugar            | Medalla           | Prueba          |
| ------------------ | ---------------- | ----------------- | --------------- |
| 2023               | Tarnów (Polonia) | Medalla de bronce | Dobles          |
| Campeonato Europeo |                  |                   |                 |
| Año                | Lugar            | Medalla           | Prueba          |
| 2022               | Madrid (España)  | Medalla de plata  | Dobles          |